# Ocean Towers
Ocean Towers (также известно как Sofitel Hotel Plaza и The Mall) — самое высокое здание в Пакистане. В этом небоскрёбе 28 этажей, высота здания составляет 120 метров.
Помимо основной электросети, в Ocean Towers имеются альтернативные источники электроэнергии, в том числе дизельные электростанции. Площадь парковки рассчитана на 600 автомобилей. В здании имеются четыре кинотеатра (в том числе 3D), около 200 магазинов, элитный ресторан, плавательный бассейн, девять пассажирских лифтов и пять подъёмников для габаритных грузов.